# Duckeanthidium paraense
Duckeanthidium paraense är en biart som först beskrevs av Urban 1995.  Duckeanthidium paraense ingår i släktet Duckeanthidium och familjen buksamlarbin. Inga underarter finns listade i Catalogue of Life.